# Lista över ledamöter av Sveriges riksdags första kammare 1969
Ledamöter av Sveriges riksdags första kammare 1969.

## Stockholms stad
- Allan Hernelius, chefredaktör, h
- Mary Hultell, byråassistent, h
- Bertil Lidgard, förbundsdirektör, h
- Ingrid Diesen, fru, h
- Alice Lundbeck, ombudsman, h
- Birger Lundström, redaktör, fp
- Olle Dahlén, pol. mag., fp
- Joel Sörenson, pastor, fp
- Axel Strand, talman, s
- Ulla Lindström, fru, s
- Knut Johansson, förbundsordförande, s
- Alva Myrdal, statsråd, s
- Lennart Geijer, statsråd, s
- Yngve Persson, förbundsordförande, s
- Helge Berglund, borgarråd, s
- Lars Werner, ombudsman, vpk

## Stockholms och Uppsala län
- Henrik Åkerlund, docent, h
- Gunnar Wallmark, intendent, h
- Gunnar Hübinette, lantbrukare, h
- Ferdinand Nilsson, lantbrukare, c
- Erik Alexandersson, häradshövding, fp
- Ruth Hamrin-Thorell, redaktör fp
- Arne Geijer, ordförande i LO, s
- Annie Wallentheim, fru, s
- Einar Eriksson, direktör, s
- Erik Jansson, ombudsman, s
- Sture Palm, redaktör, s
- Nils Hjort, förrådsförvaltare, s
- Manne Olsson, kommunalnämndsordförande, s

## Södermanlands och Västmanlands län
- Elvy Olsson, fru, c
- Sven Nyman, drätselchef, fp
- Karl Kilsmo, lantbrukare, fp
- Sven Andersson, statsråd, s
- Nils Ståhle, bankkamrer, s
- Bengt Gustavsson, ombudsman, s
- Rune Hedlund, personalföreståndare, s
- Tage Larfors, drätselchef, s
- Erik Svensson, disponent, född 1918, s

## Östergötlands län med Norrköpings stad
- Carl Eskilsson, lantbrukare, h
- Ivar Johansson, hemmansägare, c
- Eric Peterson , fastighetsförvaltare, fp
- Lars Larsson i Lotorp, typograf, s
- Erik Wärnberg, trävaruhandlare,  s
- Gillis Augustsson, järnbruksarbetare , s
- Maj-Lis Landberg, fru, s

## Jönköpings län
- Helge Ottosson, direktör, h
- Torsten Bengtsson, redaktör, c
- Rolf Wirtén,  folkskollärare, fp
- Göran Karlsson, redaktör, s
- Tage Johansson, assistent, s
- Thorle Nilsson, körsnärsmästare, född 1921, s

## Kronobergs och Hallands län
- Ebbe Ohlsson, lantbrukare, h
- Torsten Mattsson, sågverksägare, c
- Axel Kristiansson, lantbrukare, c
- Arvid Annerås, köpman, fp[1]
- Eric Mossberger, ombudsman, s
- Fritz Persson, byrådirektör, s
- Krister Wickman, statsråd, s

## Kalmar och Gotlands län
- Lars Schött, fögderidirektör, h
- Nils Theodor Larsson, lantbrukare, c
- Ivan Svanström, lantbrukare, c
- Sven-Otto Österdahl, byrådirektör, fp
- Georg Pettersson, skyddskonsulent, s
- Bertil Petersson, ombudsman, s

## Blekinge och Kristianstads län
- Yngve Nilsson, lantbrukare, h
- Ernst Olsson, lantbrukare, fp
- Sten Åkesson, lantbrukare, fp
- Egon Andreasson, landstingman, c
- Rikard Svensson, byggnadssnickare, s
- Svante Kristiansson, fotograf, s
- Nils Erik Wååg, byggnadsingenjör, s
- Helge Karlsson, metallarbetare, s

## Malmöhus län med Malmö stad
- John-Arvid Arvidson, lantbrukare, h
- Gösta Jacobsson, direktör, h
- Roland Lundberg, direktör, h
- Per Blomquist, kyrkoadjunkt, h
- Thorsten Larsson, lantbrukare, c
- Gunnar Edström, professor, fp
- Eric Holmqvist, statsråd, s
- Gunnar Lange, statsråd, s
- Alvar Mårtensson, telearbetare, s
- Arne Pettersson, sekreterare, s
- Lilly Ohlsson, distriktsbarnmorska, s
- Margit Lundblad, fru, s
- Grethe Lundblad, socialvårdsinspektör, s

## Göteborgs stad
- Paul Brundin, direktör, h
- Ingrid Segerstedt-Wiberg, fru, fp
- Erik Boheman, talman, fp
- Gudmund Ernulf, borgmästare, fp
- Sven Aspling, partisekreterare, s
- Lisa Mattsson, journalist, s
- Torsten Hansson, arkitekt, s
- Kaj Björk, redaktör, s

## Göteborgs och Bohus län
- Arne Svenungsson, lantbrukare, h
- Herbert Hermansson, c
- Eskil Tistad, tulldirektör, fp
- Einar Dahl, rektor, s
- Nils Magnusson, lantbrukare, s

## Älvsborgs län
- Ragnar Sveningsson, lantbrukare, h
- Erik Carlsson i Läperud, landstingsman, född 1905, h
- Torsten Andersson i Brämhult, redaktör, c
- Bo Skårman, distriktslantmätare, fp
- Gunnar Sträng, statsråd, s
- Herbert Larsson, redaktör, s
- John Ericsson i Kinna, direktör, s

## Skaraborgs län
- Ivar Virgin, kapten, h
- Harald Pettersson, lantbrukare, c
- Lennart Blom, förvaltare, fp
- Birger Andersson, redaktör, s
- Paul Jansson, elektriker, s

## Värmlands län
- Rolf Kaijser, överläkare, h
- Anders Axelson, ombudsman, fp
- Dagmar Ranmark, rektor, s
- Oscar Carlsson, f.d. pappersarbetare, s
- Kaj Lokander, ombudsman, s
- Sten Andersson, partisekreterare, s

## Örebro län
- Georg Pettersson, ombudsman, c
- Gunnar Skagerlund, lantbrukare, fp
- Fridolf Wirmark, överförmyndare, s
- Åke Larsson, arbetsförmedlare, s
- Karl Pettersson, föreståndare, s

## Kopparbergs län
- Eric Carlsson, lantbrukare, c
- Nils Nilsson i Mora, ingenjör, född 1907, c
- Stig Stefanson, optiker, fp
- Yngve Nyquist, personalintendent, s
- Ivar Andersson i Fredriksberg, kommunalarbetare, född 1918, s
- Ove Karlsson, arbetsledare, s

## Gävleborgs län
- Johan A. Olsson, fabrikör, c
- Per Hilding, redaktör, fp
- Yngve Möller, chefredaktör, s
- Erik Svedberg, hemmansägare, s
- Sigurd Lundin, vägmästare, s
- Herman Kling, statsråd, s

## Västernorrlands och Jämtlands län
- Sven Sundin, lantbrukare, c
- Axel Wikberg, hemmansägare, c
- Axel Andersson i Örnsköldsvik, chefredaktör, fp
- Erik Olsson i Krokom, folkskollärare, s
- Otto Stadling, hemmansägare, s
- Ivar Högström, bostadsdirektör, s
- Rune Jonsson, elektriker, s[2]
- Erik Norberg i Timrå, verkstadsarbetare, född 1907, s[3]

## Västerbottens och Norrbottens län
- Gunvor Stenberg, speciallärare, h
- Bertil Strandberg, kapten, h
- Nils-Eric Gustafsson, småbrukare, c
- Per Jacobsson i Vindeln, socialvårdsassistent, fp
- Lage Svedberg, småbrukare, s
- Uno Hedström, hemmansägare, s
- Thore Sörlin, slöjdlärare, s
- Thure Dahlberg, ombudsman, s
- Gunnar Rönnberg, kontorsföreståndare, s
- Lennart Wanhainen, skogsarbetare, s